# Spulber
Spulber è un comune della Romania di 1 404 abitanti, ubicato nel distretto di Vrancea, nella regione storica della Moldavia. 
Il comune è formato dall'unione di 7 villaggi: Carșochești-Corăbița, Morărești, Păvălari, Spulber, Tojanii de Jos, Tojanii de Sus, Țipău.
Spulber è divenuto comune autonomo nel 2004, staccandosi dal comune di Paltin.